# Glenea tenuilineata
Glenea tenuilineata é uma espécie de escaravelho da família Cerambycidae. Foi descrita por Stephan von Breuning em 1956.

## Subespecie
- Glenea tenuilineata laterigriseicollis Breuning, 1956
- Glenea tenuilineata tenuilineata Breuning, 1956